# OK-150型反应堆
OK-150型反应堆是苏联第一代舰用动力堆。核燃料为高浓缩的铀-235，压水堆。由OKBM开发。装备了苏联第一代核动力破冰船。

## 技术规格
- 燃料：5%浓缩铀，为二氧化铀陶瓷形式。
- 燃料装载：75～85 kg
- 功率: 90MW
- 堆芯：1.6m高，1m直径。219个燃料棒。总计7,704燃料单元。金属衬里的混凝土生物屏蔽。[1]

## 历史
1957年下水入役的“列宁号”核动力破冰船安装了3座OK-150型反应堆。